# تعرف على السيد كالاهان
تعرف على السيد كالاهان (بالإنجليزية: Meet Mr. Callaghan) هو فيلم درامي جريمة بريطاني عام 1954 من إخراج تشارلز سوندرز وبطولة ديريك دي مارني وأدريان كوري. السيناريو من تأليف بروك ويليامز، استنادًا إلى مسرحية عام 1952 التي تحمل نفس الاسم، والتي عدلت للمسرح بواسطة غيرالد فيرنير من رواية بيتر تشيني عام 1938 The Urgent Hangman.
أخرج المنتج المشارك والنجم دي مارني النسخة المسرحية على مسرح جاريك عام 1952، والتي مثّل فيها شقيقه تيرينس دور المحقق الخاص سليم كالاهان. وقد لعب ديريك هذا الدور في الفيلم.

## القصة
تُعيِّن سينثيس ميرولتون، الشابة الاجتماعية، المحقق الخاص سليم كالاهان للتحقيق في أفراد آخرين من عائلتها بعد أن غيّر زوج أمها الثري وصيته لصالحها. تشكّ في أنه سيُقتل وتُدمَّر الوصية الجديدة. وعندما يُقتل زوج أمها لاحقًا، تحوم الشكوك حول سينثيس.

## الممثلون
- ديريك دي مارني في دور سليم كالاهان
- هارييت جونز في دور سينثيس ميرولتون
- أدريان كوري في دور مايولا
- دلفي لورانس في دور إيفي
- تريفور ريد في دور المفتش جرينجال
- بليندا لي في دور جيني أبلبي
- لاري بيرنز في دور داركي
- بيتر نيل في دور ويليام ميرولتون
- جون لونجدن في دور جيريمي ميرولتون
- روجر ويليامز في دور بيلامي ميرولتون
- فرانك هندرسون في دور بول ميرولتون
- فرانك سيمان في دور الرقيب فيلدز
- مايكل بارتريدج في دور جينجل
- هوارد دوغلاس في دور تويست
- جون أينسورث في دور ماسترز الكمبيوتر
- ميخائيل بلفور في دور بائع القهوة
- روبرت أدير في دور أوغست ميرولتون

## الإنتاج
صور الفيلم في استوديوهات نيتلفورد في سبتمبر 1953.
كان هذا هو الفيلم الثاني للمخرجة بليندا لي.

## الاستقبال النقدي
ذكرت نشرة الفيلم الشهرية أن "الانتقال" من المسرح إلى الشاشة "جرى دون الكثير من الخيال. وتدعم الحبكة بعض السطور الشائكة، لكن ديريك دي مارني يفشل في جعل محقق خاص ينحدر إلى السرقة والابتزاز والرشوة في تحقيقاته بطلاً جديراً بالتعاطف." 
في أفلام الصوت البريطانية: سنوات الاستوديو 1928-1959، صنف ديفيد كوينلان الفيلم بأنه "متوسط"، وكتب: "فيلم Thin Man على مستوى الشارع هو فيلم فعال وذو أذن سميكة، ولكنه يفتقر إلى السحر".
كتب دليل التلفزيون، "يحتوي برنامج Mystery Programmer على بعض اللحظات الجيدة، ولكن لا يوجد غير ذلك."

## روابط خارجية
- تعرف على السيد كالاهان على موقع IMDb (الإنجليزية)
- تعرف على السيد كالاهان على موقع روتن توميتوز (الإنجليزية)
- تعرف على السيد كالاهان على موقع Turner Classic Movies (الإنجليزية)
- تعرف على السيد كالاهان على موقع أول موفي (الإنجليزية)
- تعرف على السيد كالاهان على موقع قاعدة بيانات الفيلم (الإنجليزية)
- تعرف على السيد كالاهان على موقع ليتربوكسد (الإنجليزية)
- تعرف على السيد كالاهان على موقع كينوبويسك (الروسية)